# 蒂皮·德格雷
蒂皮·德格雷（Tippi Degré，1990年6月4日—）是一名出生于纳米比亚的法国女孩，父母都是在当地工作的野生动物摄影师。她从小与当地的辛巴人、布须曼人一起生活，并接触到了象、鸵鸟、豹、狮、狒狒、变色龙等许多野生动物。10岁时她随父母回到巴黎生活后，将自己与非洲野生动物一同生活的经历和感受写成了《我的野生动物朋友》一书，同时在书中编入了她的父母所拍摄的130多幅照片。该书被翻译成多种语言，成为一本全球畅销书。她还建立了自己的网站，并曾返回非洲为探索频道制作了六部自然纪录片，这让她在巴黎变的十分有名。她上了两年巴黎的公立学校，然后选择在家学习，因为她跟巴黎小孩很少有共同语言，现在，她在巴黎新索邦大学（Université de la Sorbonne Nouvelle）学习电影专业。